# Oddziały Specjalne 287 i 288
Oddziały Specjalne 287 i 288 (niem. Sonderverband 287 und 288) – jednostki wojskowe specjalnego przeznaczenia podporządkowane Abwehrze w sile batalionów złożone z Arabów i Niemców mówiących w obcych językach.
Obie jednostki zostały utworzone w okresie między końcem maja a początkiem czerwca 1941 r. w Poczdamie w celu wysłania do Iraku, gdzie wybuchło antybrytyjskie powstanie. Ich żołnierze pochodzili w dużym stopniu z Sonderverband Bergmann. Jednakże po zwycięstwie wojsk brytyjskich nad powstańcami w poł. 1941 r. ich pierwotne zadania anulowano. Obie jednostki przeorganizowano, tak aby mogły pełnić zwykłą służbę frontową i wcielono do Wehrmachtu. 
Sonderverband 287 złożony w części z Niemców i Arabów miał stanowić główną siłę uderzeniową do ataku na Bliski Wschód poprzez Kaukaz. Miał tam połączyć się z Afrika Korps. W tym celu w skład Sonderverband 287 został włączony Deutsche-Arabische Lehr Abteilung. Połączone jednostki na papierze miały wielkość batalionu, ale w rzeczywistości ich liczebność była znacznie większa. Wynikało to ze zróżnicowanych zadań postawionych przed nimi. Liczyły one ok. 2,2 tys. żołnierzy. Składały się z siedmiu pododdziałów w sile kompanii:
- 1 arabskiej kompanii ochotniczej,
- 2 kompanii wysokogórskiej,
- 3 kompanii piechoty,
- 4 kompanii zwiadowczej,
- 5 kompanii artylerii,
- 6 kompanii obrony przeciwlotniczej,
- 7 kompanii przeciwpancernej.

Ponadto w ich skład wchodził pluton propagandy i pluton zajmujący się analizą składu wody (przeznaczony do przyszłych działań na pustyni). Oddziały były częściowo zmotoryzowane i uzbrojone w najnowocześniejszą broń. 20 sierpnia 1942 r. Oberkommando der Wehrmacht (OKW) wydało rozkaz sformowania na bazie Sonderverband 287 i Specjalnego Sztabu "F" Korpusu Specjalnego Przeznaczenia "F", a następnie jego przeniesienia do rezerwy sztabu Grupy Armii "A", atakującej na kierunku kaukaskim. Liczebność Sonderverband 287 osiągnęła wówczas prawie 6 tys. ludzi. Oficerowie i żołnierzy zarówno niemieccy, jak też arabscy – oprócz standardowego szkolenia wojskowego – uczyli się geografii Iranu, Iraku i pozostałych państw Bliskiego Wschodu, zwyczajów panujących w tych państwach oraz języków tureckiego, perskiego, arabskiego i innych, a także francuskiego i angielskiego. Pod koniec października 1942 r. Korpus Specjalnego Przeznaczenia "F" składał się z:
- sztabu,
- trzech wzmocnionych batalionów zmotoryzowanych, liczących po ok. 1 tys. żołnierzy (pierwsze dwa bataliony składały się wyłącznie z Niemców, a trzeci częściowo z Arabów z Deutsche-Arabische Lehr Abteilung),
- samodzielnego batalionu czołgów (25 ciężkich i średnich czołgów),
- oddziału lotniczego (25 samolotów),
- kompanii łączności,
- kompanii saperów,
- kompanii moździerzy,
- oddziału zwiadowczego na samochodach pancernych i motocyklach,
- szwadronu kawalerii,
- plutonu służby meteorologicznej,
- kolumny samochodowej.

Artyleria korpusu składała się z 4-bateryjnego dywizjonu artylerii polowej, baterii dział szturmowych 105 mm, 3-bateryjnego dywizjonu ciężkich dział przeciwlotniczych i dywizjonu działek przeciwlotniczych 20 mm. Po dotarciu na terytorium Iraku korpus miał sformować i uzbroić dywizję arabskich ochotników. Z powodu niepowodzeń niemieckich na froncie kaukaskim i ich odwrotu na pocz. 1943 r. korpus został rozwiązany. Sonderverband 287 przekształcony w pułk zmotoryzowany specjalnego przeznaczenia pod koniec marca 1943 r. został odesłany do Niemiec. 2 maja tego roku przemianowano go 92 zmotoryzowany pułk grenadierów, po czym wysłano do okupowanej Jugosławii, gdzie prowadził głównie działania antypartyzanckie.
Natomiast Sonderverband 288 złożony w całości z Arabów z niemiecką kadrą dowódczą został w lipcu/sierpniu 1942 r. przerzucony do Północnej Afryki, gdzie w Tunezji współdziałał z inną jednostką złożoną m.in. z arabskich ochotników – Deutsche-Arabische Lehr Abteilung oraz batalionami wchodzącymi w skład Kommando Deutsch-Arabische Truppen. Początkowo niemieckie dowództwo planowało dla Arabów zadania specjalnego przeznaczenia, w tym za linią frontu. Niekorzystny rozwój wydarzeń wojennych doprowadził jednak do anulowania tych planów. 31 października 1942 r. Sonderverband 288 został przekształcony w zwykłą jednostkę frontową jako Panzergrenadier Regiment (mot.) "Afrika" pod dowództwem Obersta Mentona w składzie 90 Dywizji Piechoty Lekkiej. W maju 1943 r. poddał się wojskom alianckim w związku z kapitulacją całości sił niemieckich w Afryce Północnej.
Żołnierze arabskiego pochodzenia obu jednostek nosili mundury Wehrmachtu z niemieckimi insygniami oraz specjalną plakietką na prawym ramieniu, na której znajdowała się palma w wieńcu, pod nią swastyka w białym kolorze, a w tle szyte żółtą nicią słońce.